# Palcho
Palcho, ook wel Pelkor Chode of Shekar Gyantse, is het belangrijkste Tibetaans boeddhistisch klooster in Gyantse, in de Tibetaanse Autonome Regio, China. Gyantse is Tibetaans voor Xigazê en ligt in de voormalige Tibetaanse provincie U-Tsang.
Het klooster werd gesticht in 1418 door de tweede prins van Gyantse, Rabten Künsang, een aanbidder van Khädrub Je, een leerling van Tsongkhapa. Het werd een belangrijk centrum voor de sakyaschool binnen het Tibetaans boeddhisme.
Kenmerkend aan het klooster zijn de verschillende kumbums, een kloosterbouwstijl die slechts in een paar gevallen gebruikt is Tibet. Het klooster heeft 108 kapellen verdeeld over de verschillende verdiepingen.
In 1904 werd het klooster aangevallen door de Britten tijdens de Britse Veldtocht in Tibet. Hoewel de schade grotendeels hersteld is, bevinden zich nog steeds kogelgaten in de muren van het klooster.
In 1959 werd een deel van het klooster verwoest tijdens de opstand in Tibet. Tijdens de Culturele Revolutie (1966-76) werd het klooster geplunderd door het Chinese bestuur.
Palcho staat sinds 1996 op de lijst van culturele erfgoederen in de Tibetaanse Autonome Regio.

Palcho
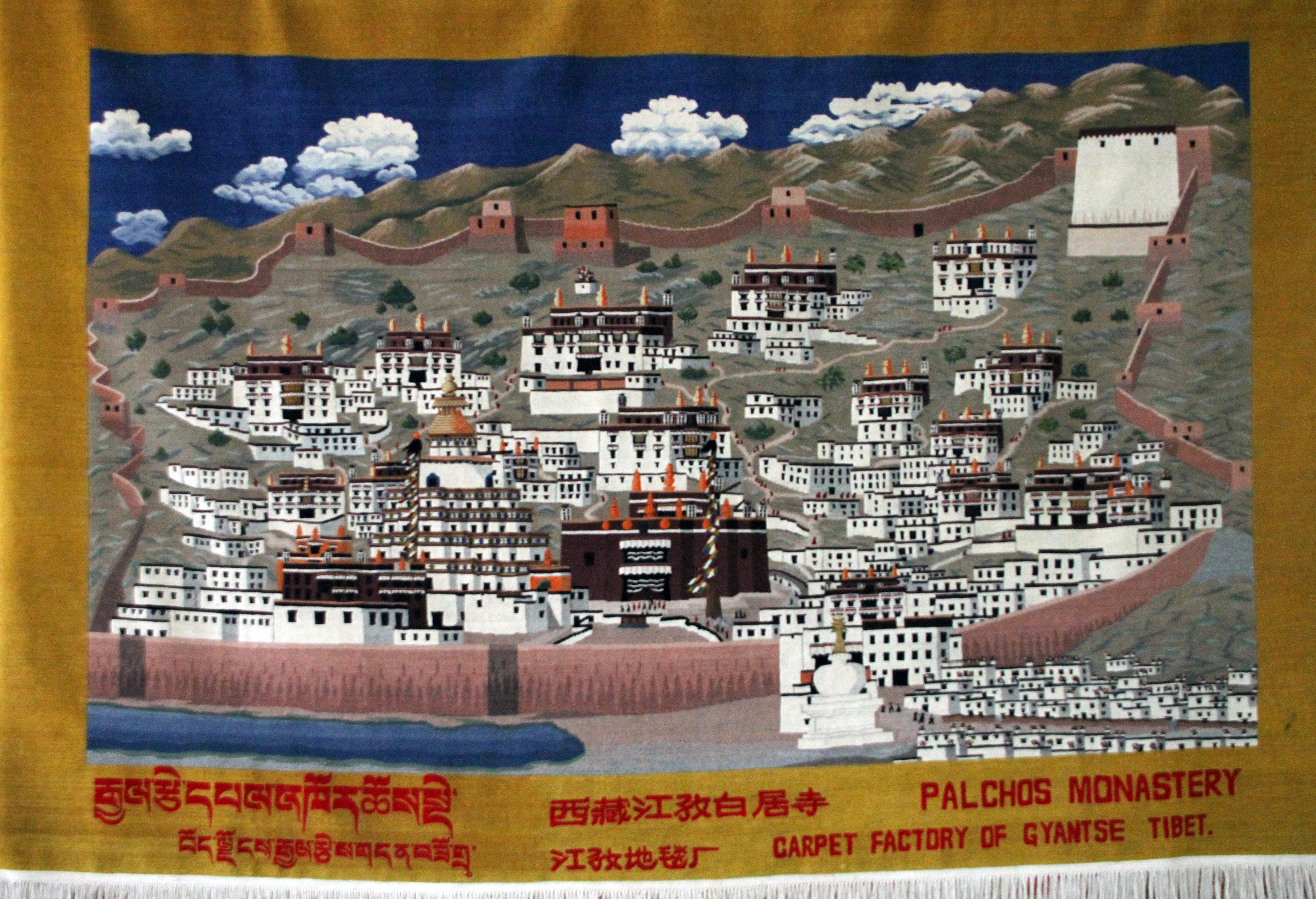
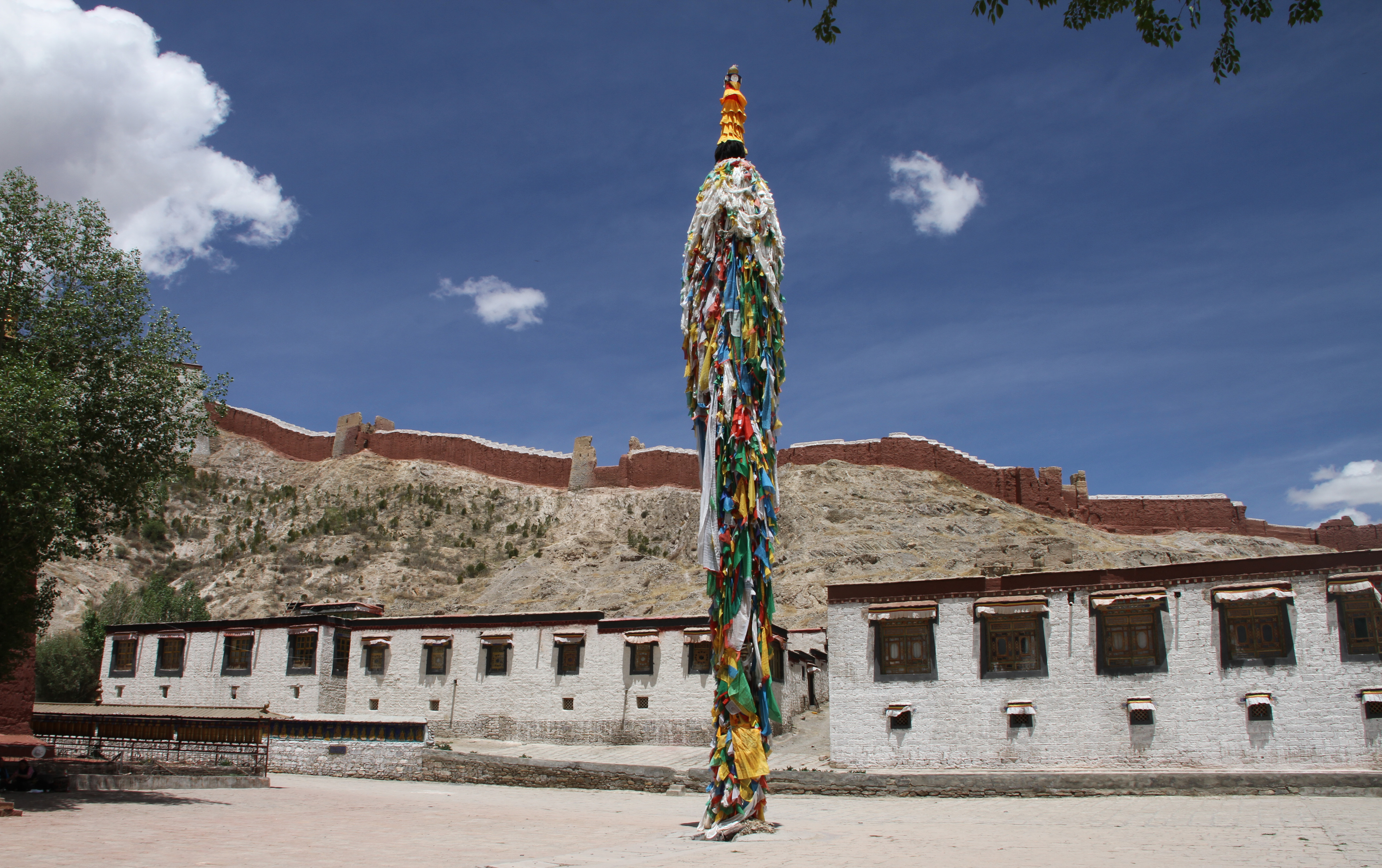
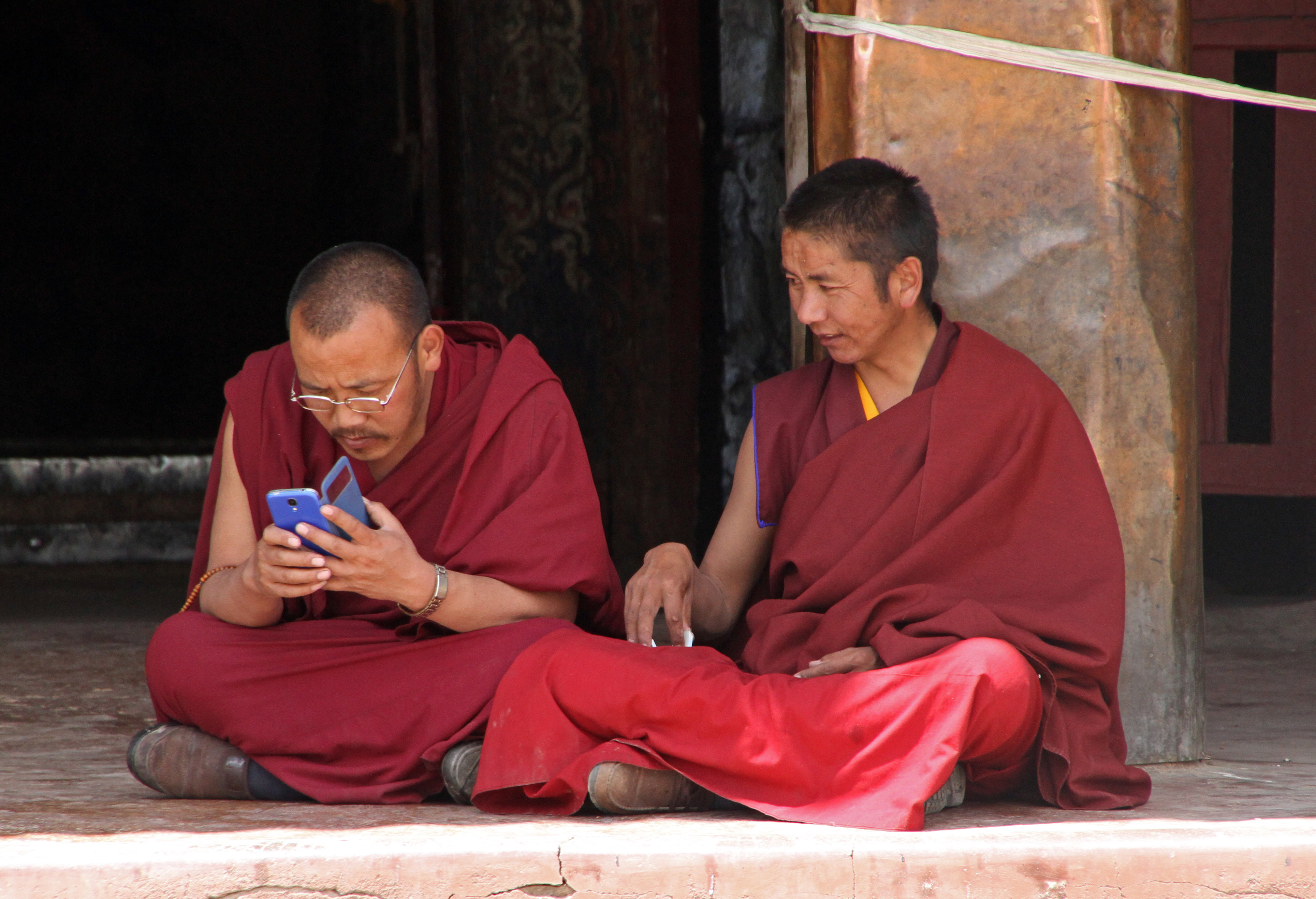
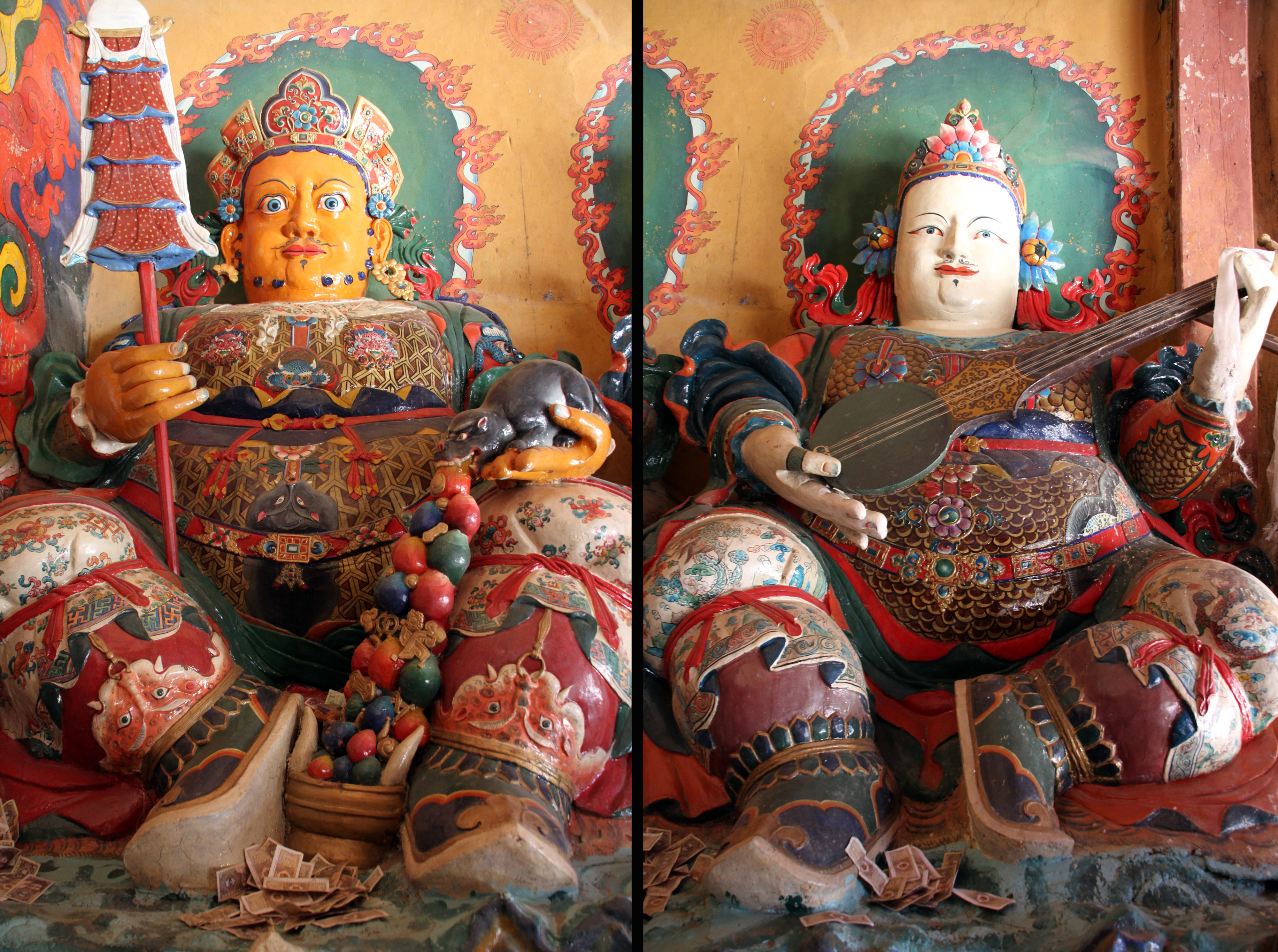
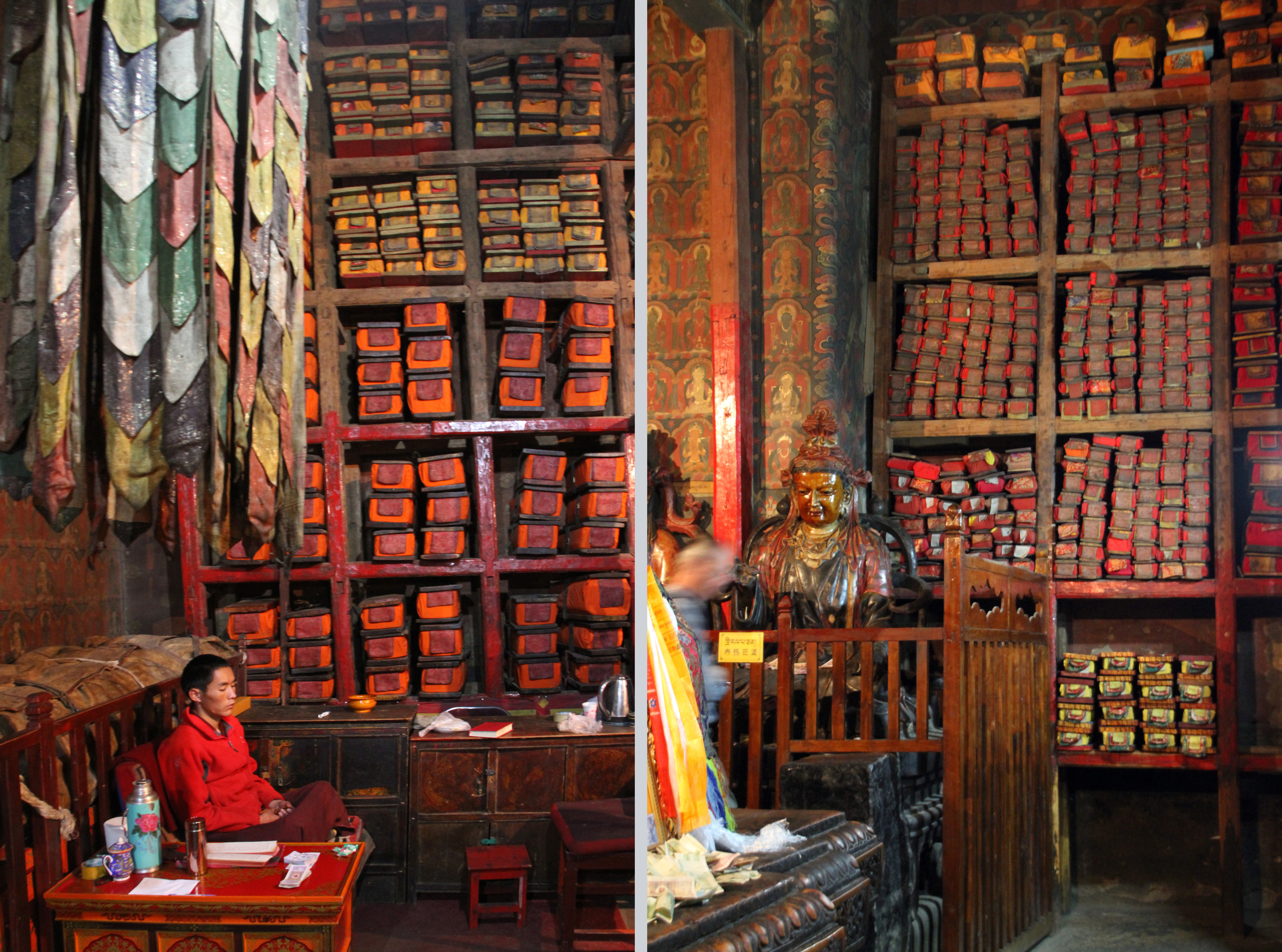
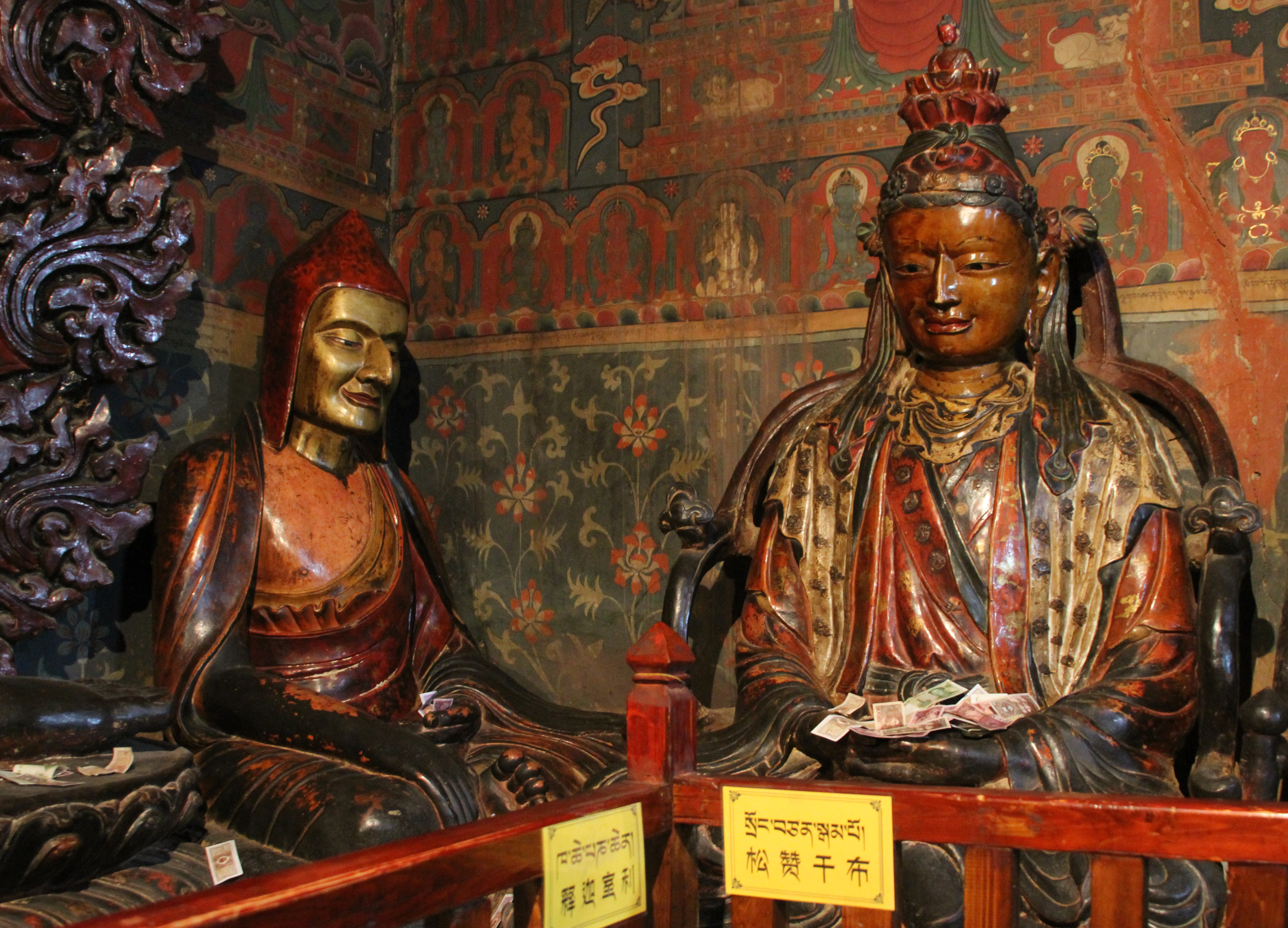
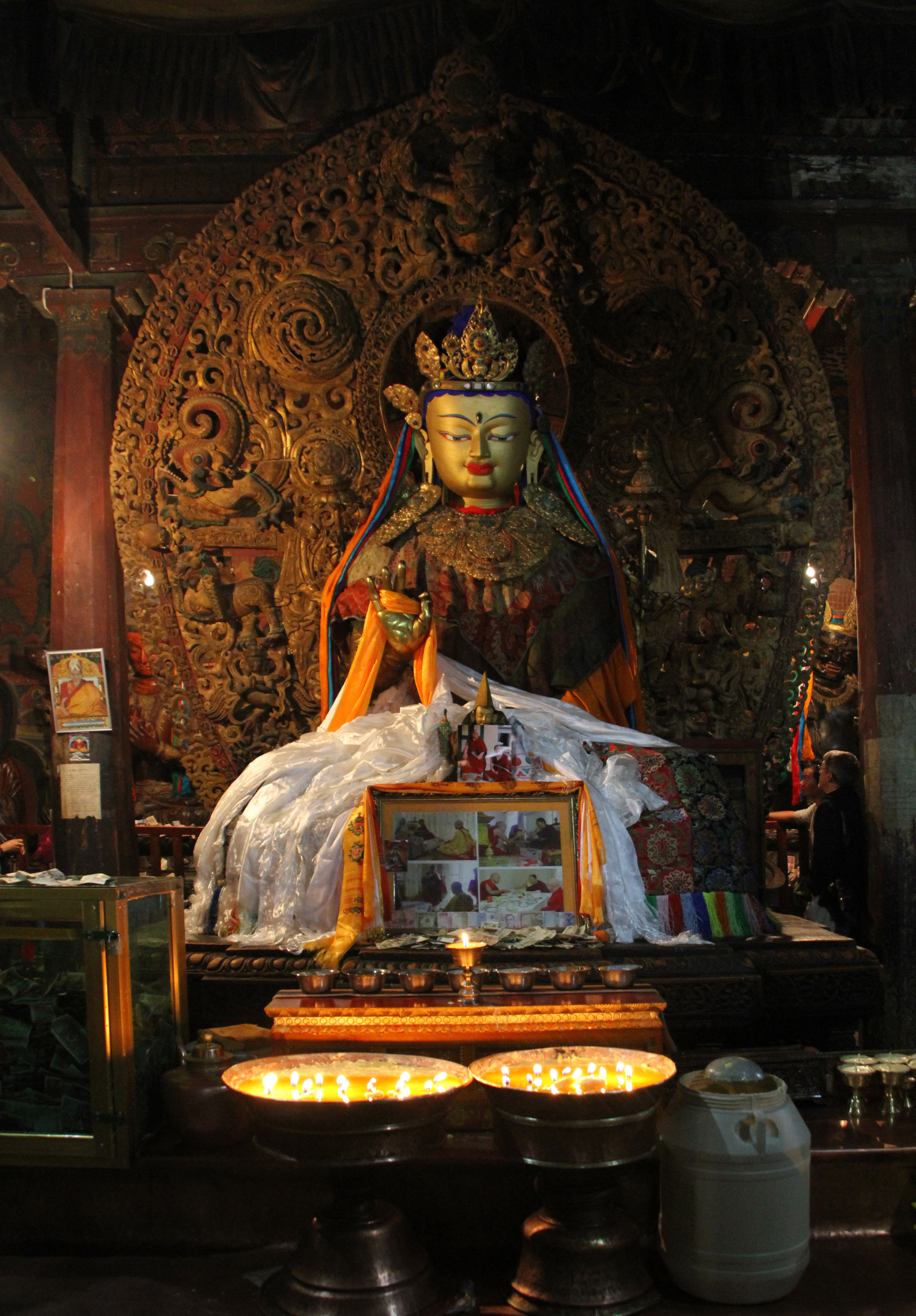
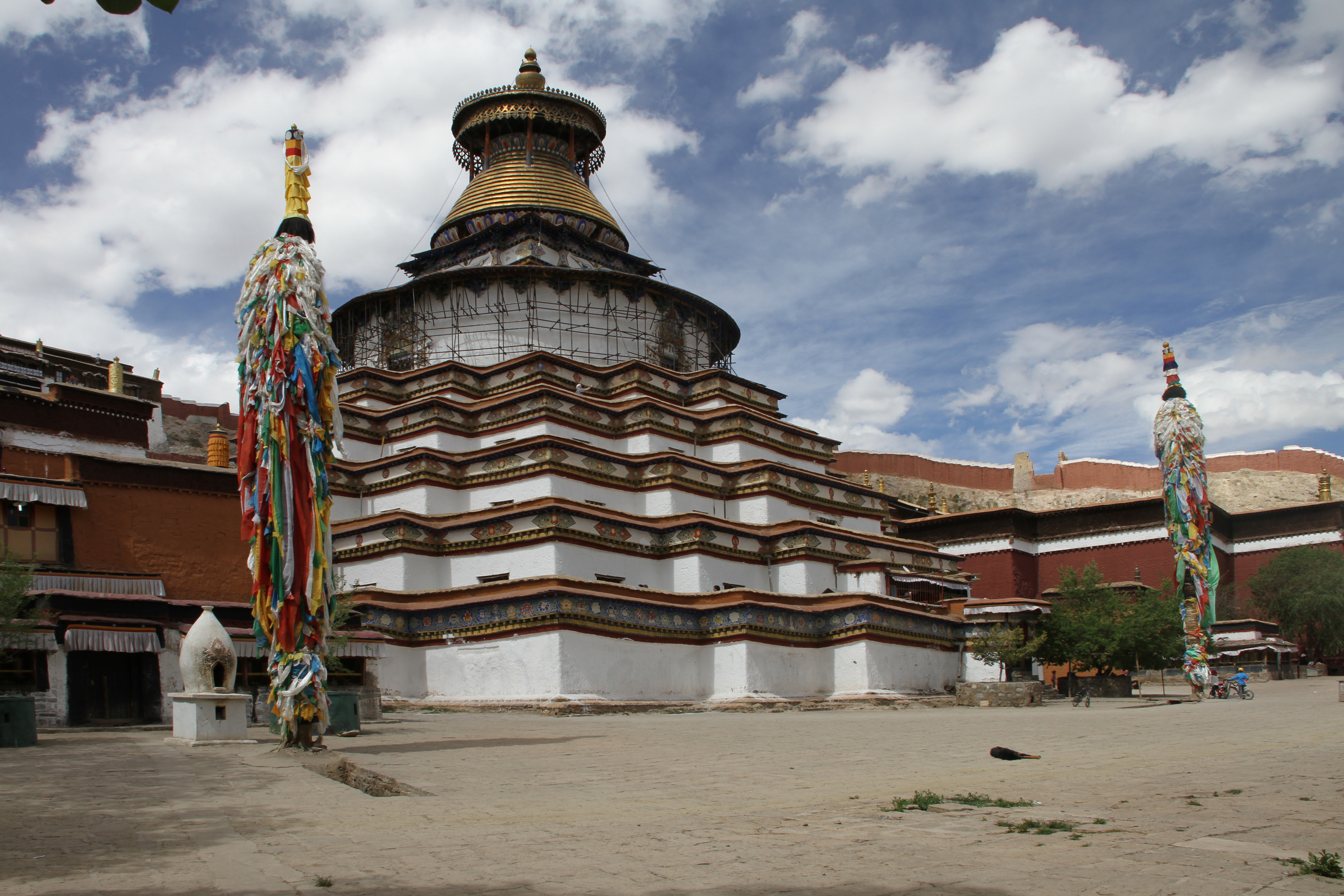
Kumbum